# Phelipanche
Phelipanche är ett släkte av snyltrotsväxter. Phelipanche ingår i familjen snyltrotsväxter.

## Bildgalleri

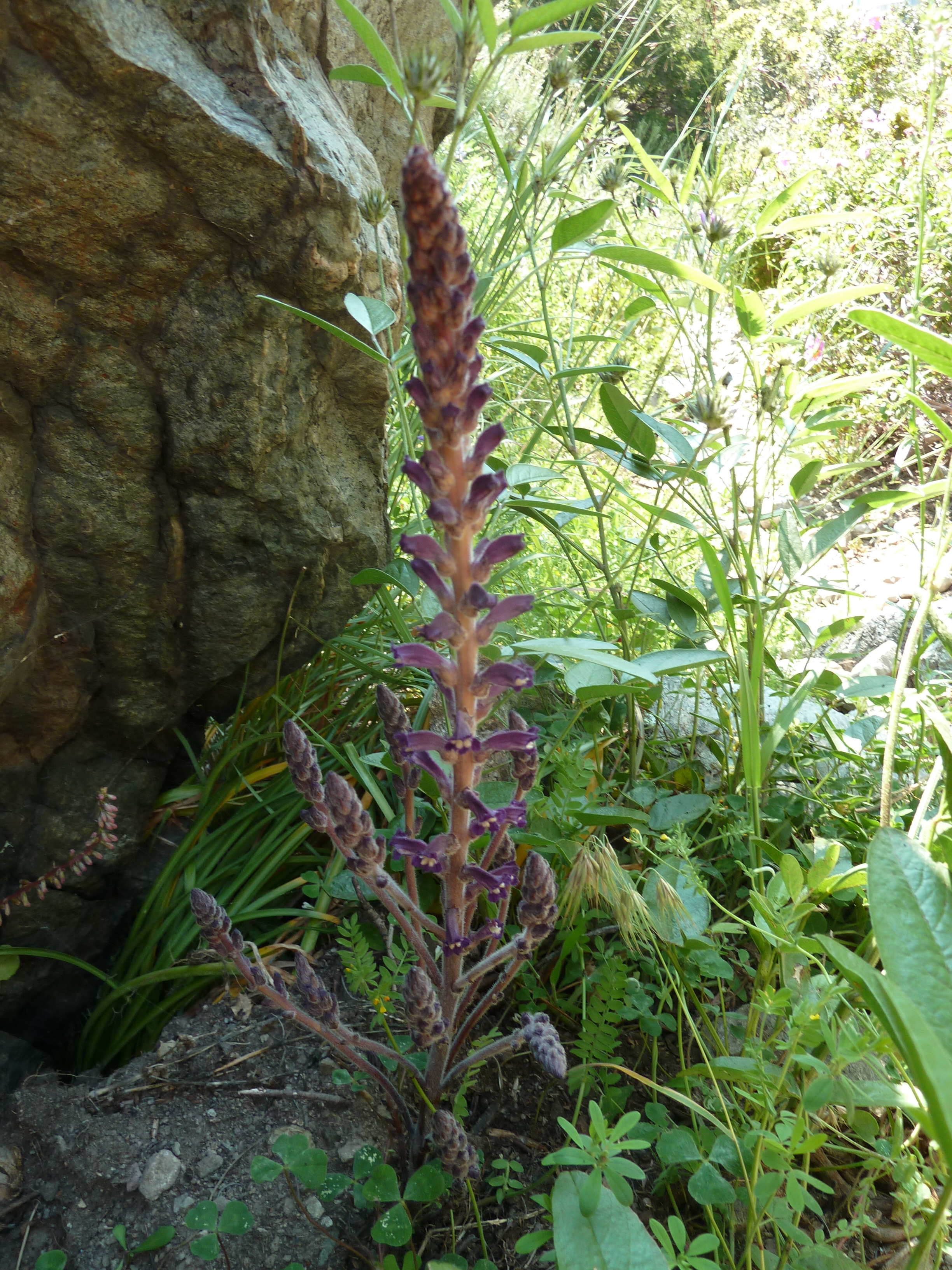
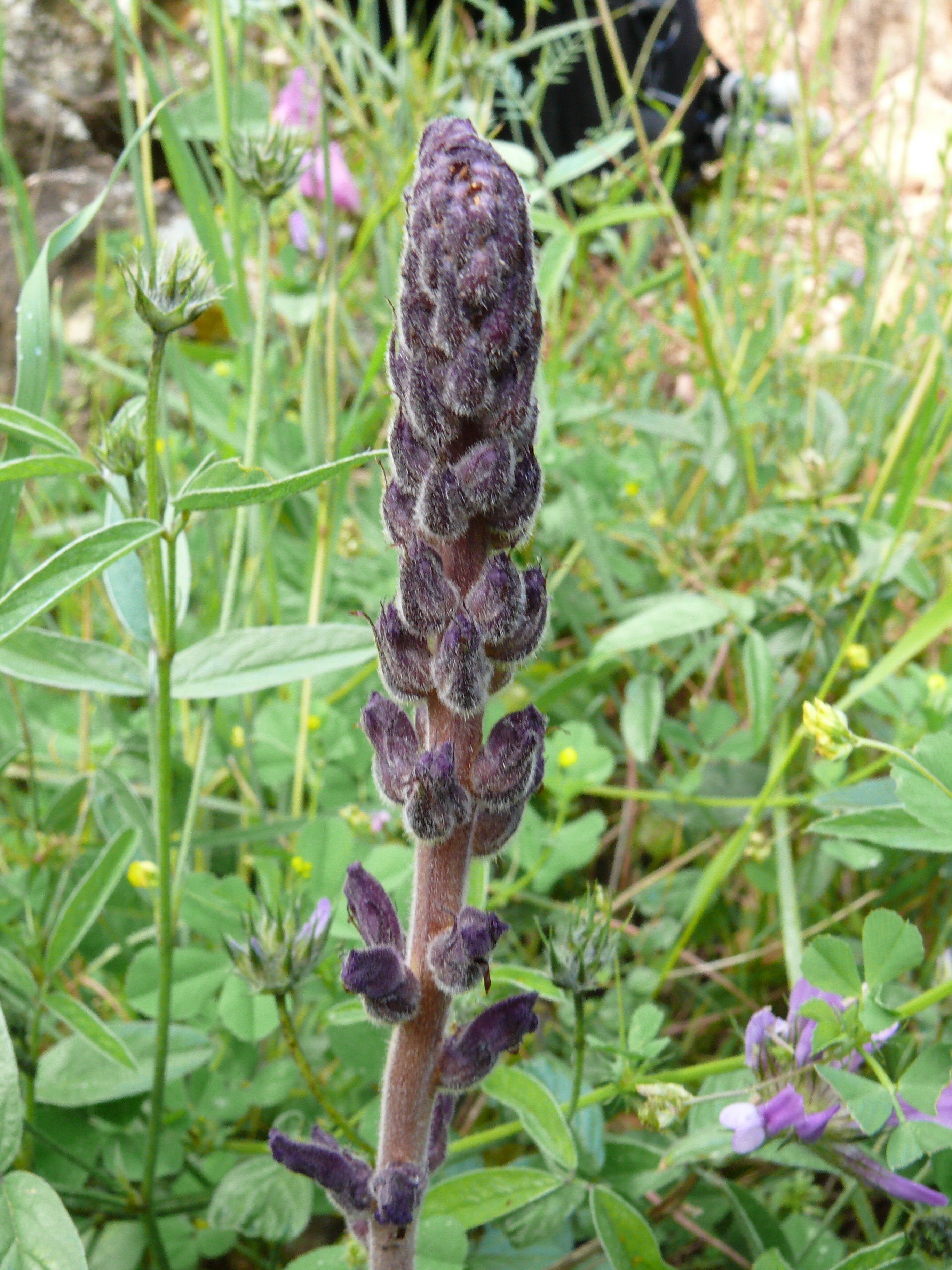
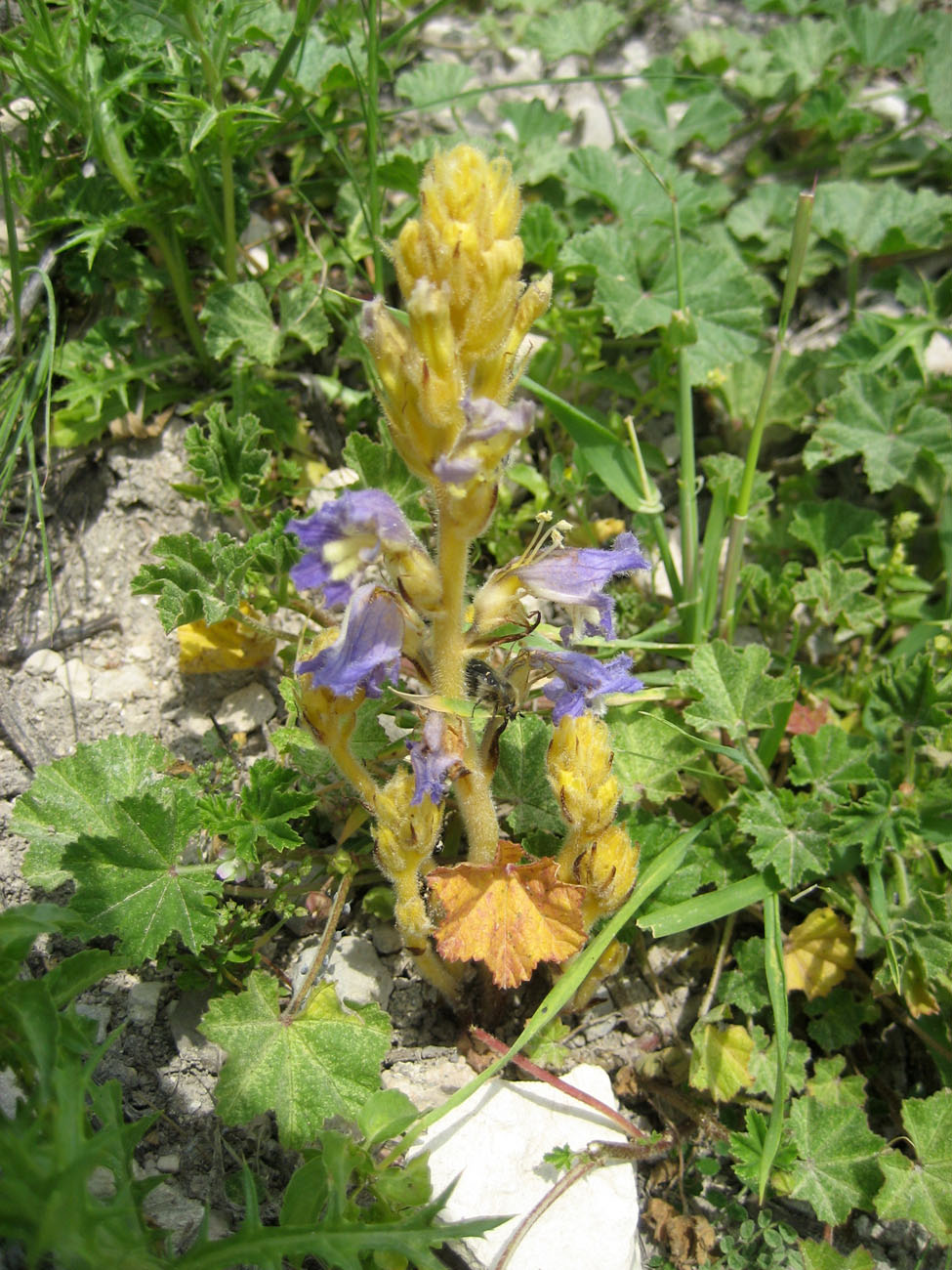
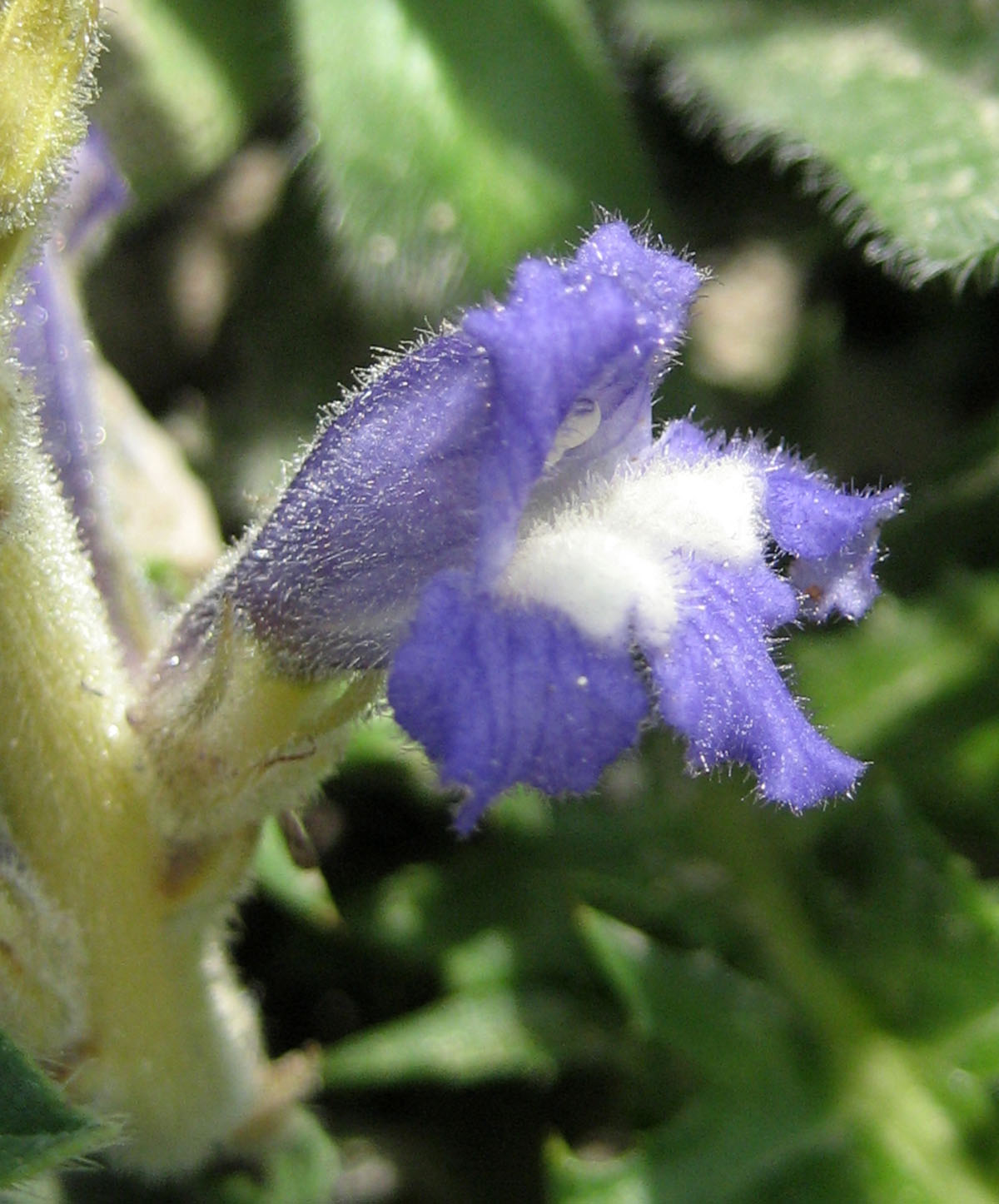
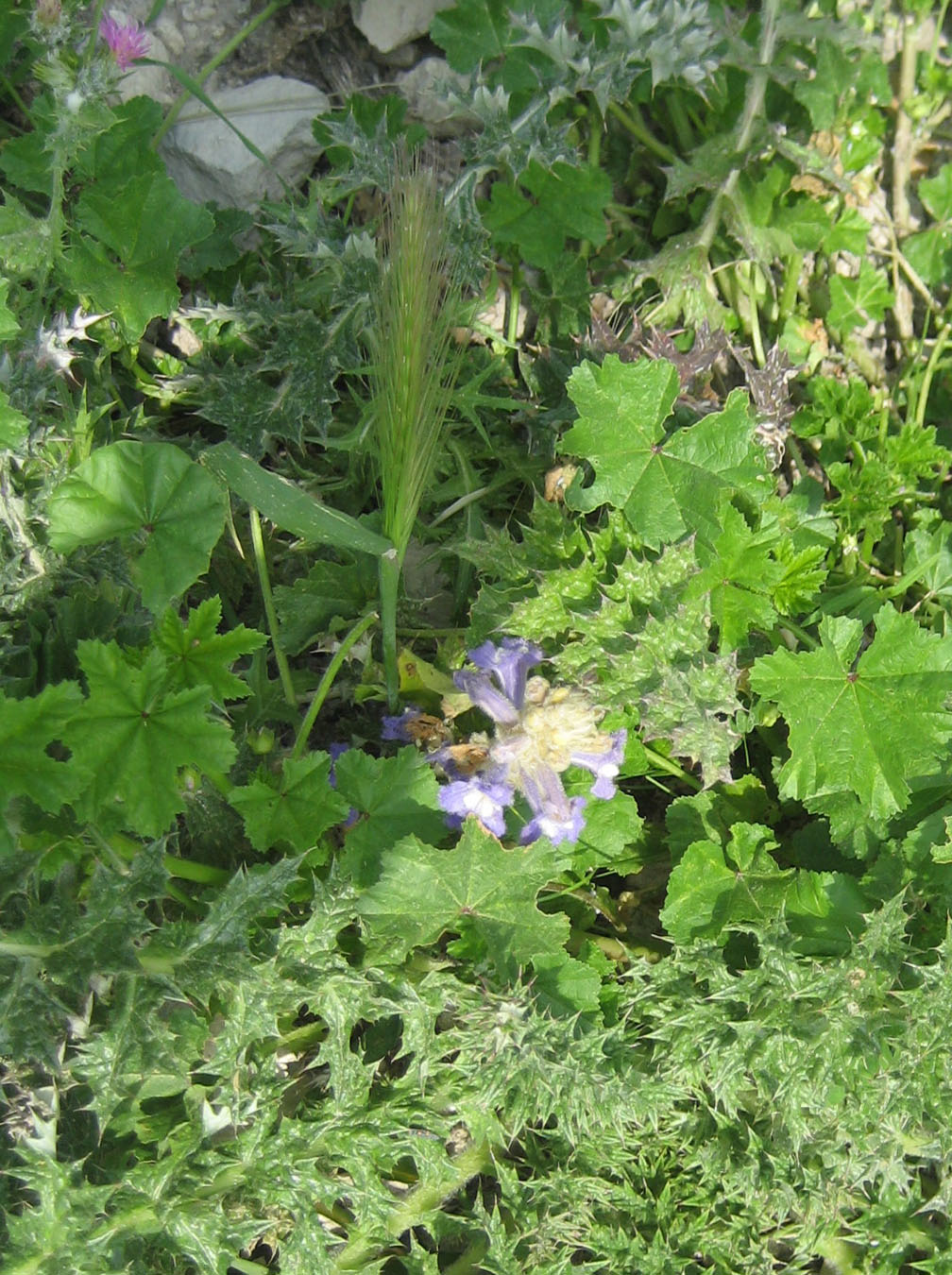
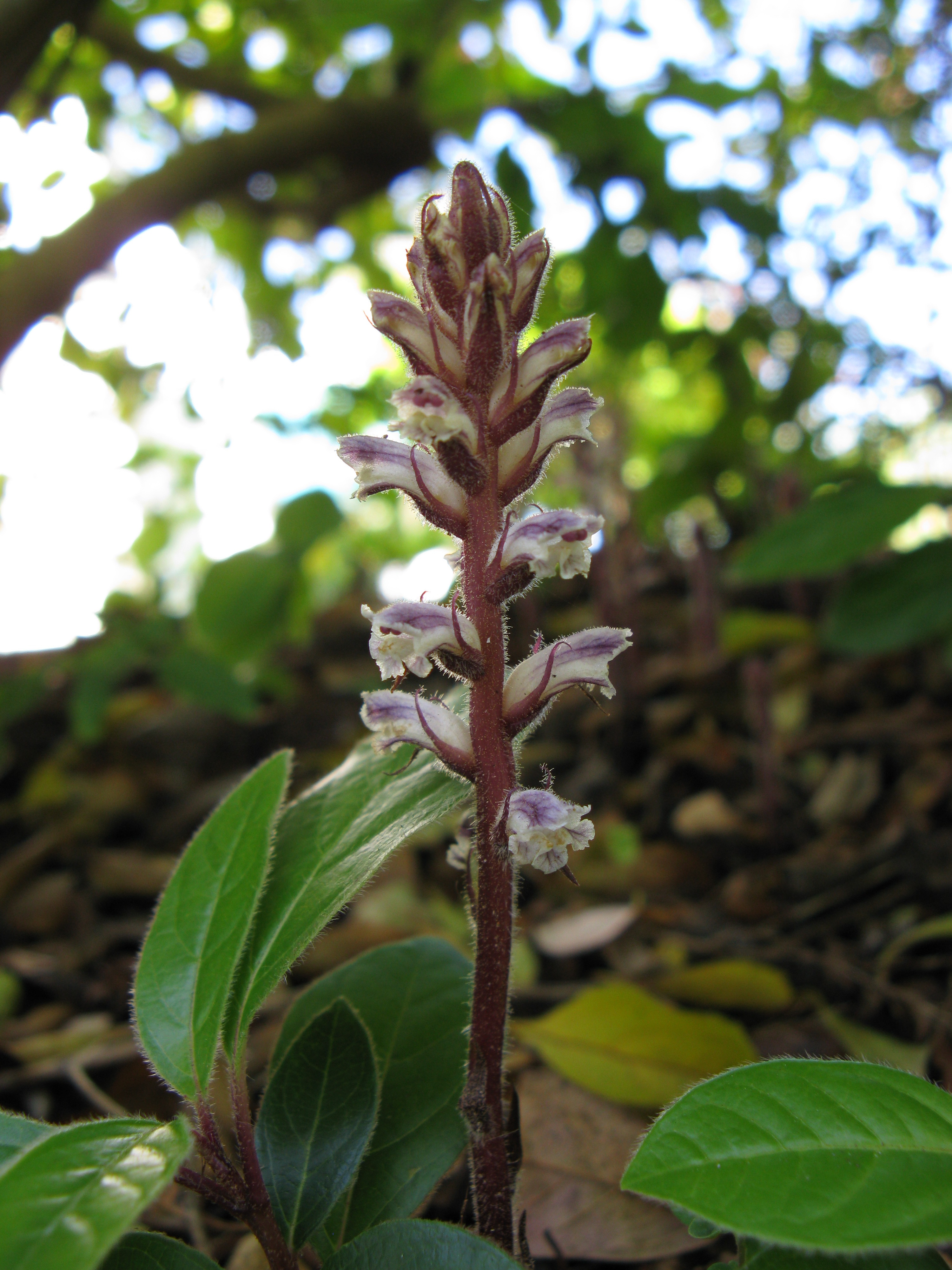

## Dottertaxa tillPhelipanche, i alfabetisk ordning[1]
- Phelipanche aedoi
- Phelipanche aegyptiaca
- Phelipanche androssovii
- Phelipanche angustelaciniata
- Phelipanche arenaria
- Phelipanche astragali
- Phelipanche auranitica
- Phelipanche bohemica
- Phelipanche brachypoda
- Phelipanche bungeana
- Phelipanche caesia
- Phelipanche camphorosmae
- Phelipanche caucasica
- Phelipanche cilicica
- Phelipanche coelestis
- Phelipanche dalmatica
- Phelipanche daninii
- Phelipanche ducellieri
- Phelipanche eriophora
- Phelipanche graciosa
- Phelipanche heldreichii
- Phelipanche hirtiflora
- Phelipanche hypertomentosa
- Phelipanche iberica
- Phelipanche inexspectata
- Phelipanche kelleri
- Phelipanche lainzii
- Phelipanche lavandulacea
- Phelipanche lavandulaceoides
- Phelipanche libanotica
- Phelipanche mariana
- Phelipanche mongolica
- Phelipanche muteliformis
- Phelipanche mutelii
- Phelipanche nana
- Phelipanche nikitae
- Phelipanche nowackiana
- Phelipanche olbiensis
- Phelipanche orientalis
- Phelipanche oxyloba
- Phelipanche pallens
- Phelipanche penduliflora
- Phelipanche perangustata
- Phelipanche portoilicitana
- Phelipanche pseudorosmarina
- Phelipanche psila
- Phelipanche pulchella
- Phelipanche pulchra
- Phelipanche purpurea
- Phelipanche ramosa
- Phelipanche resedarum
- Phelipanche reuteriana
- Phelipanche rosmarina
- Phelipanche schultzii
- Phelipanche schultzioides
- Phelipanche schweinfurthii
- Phelipanche septemloba
- Phelipanche serratocalyx
- Phelipanche tunetana
- Phelipanche zosimi